# Trismegistia breviflagellosa
Trismegistia breviflagellosa är en bladmossart som beskrevs av C. Müller 1901. Trismegistia breviflagellosa ingår i släktet Trismegistia och familjen Sematophyllaceae. Inga underarter finns listade i Catalogue of Life.